# کادانومو
کادانومو ("مرد بزرگ" در زبان عفاری) یک اسم مستعار برای نامیدن سنگوارهٔ به‌دست‌آمده از یک جنوبی‌کپی عفاری مذکر با قدمت ۳.۵۸ میلیون ساله در اتیوپی است. فسیل از همان گونهٔ زیستیِ فسیل معروف به لوسی است. کادانومو ۴۰۰هزار سال قدیم‌تر از لوسی است یعنی ۳٫۶ میلیون سال قدمت می‌دارد. قد کادانومو ۱۵۲ تا ۱۶۷ سانتی‌متر بوده‌است که بسی بلندتر از قد لوسی، ۱۰۶ سانتی‌متر، است. تفاوت اندازه ممکن است خاسته از دودیسی جنسی باشد.
تا پیش از کشف بازمانده‌های کادانومو، از گونهٔ جنوبی‌کپی عفاری، تنها یک اسکلتِ ناقص که شامل بخش‌هایی از دست و پا باشد به دست آمده بود. وان همانا سنگوارهٔ لوسی بود. به سبب کوچکیِ زیادِ جثّهٔ لوسی، مشکلاتی در دانستن بسیاری از جزئیات مربوط به این گونهٔ زیستی وجود می‌داشت. با یافته شدن سنگوارهٔ کادامو سرنخ‌های مهمی دربارهٔ نسبت اندام‌ها، شکل قفسهٔ سینه و شیوهٔ خرامیدنِ عفاری به دست آمد. سرتخ‌های تازه در جهت تثبیت بیشتر چند مطلب است. یک اینکه دوپایی در جنوبی‌کپی عفاری بسیار تکامل یافته بود. دیگر آنکه شکل سینهٔ این گونه با آنِ کپی‌های کنونی افریقا تفاوت بسیاری می‌دارد.